# Phạm Minh Hoàng
Phạm Minh Hoàng (sinh ngày 8 tháng 8 năm 1955 tại Vũng Tàu) là một giảng viên đại học, nhà bất đồng ý kiến chính trị và là người Việt Nam. Ông từng giảng dạy môn Toán học ứng dụng tại Trường Đại học Bách khoa, Đại học Quốc gia Thành phố Hồ Chí Minh, và bị chính quyền Việt Nam bắt với các cáo buộc tội hoạt động cho đảng Việt Tân, một tổ chức chính trị của người Việt ở hải ngoại, bị cấm hoạt động ở Việt Nam.

## Tiểu sử và hoạt động
Phạm Minh Hoàng là con của một viên chức cao cấp thuộc Bộ Tổng tham mưu Quân lực Việt Nam Cộng hòa. Năm 1973, ông sang Pháp du học, tốt nghiệp học vị thạc sĩ ngành Cơ học ứng dụng. Năm 2000 ông trở về Việt Nam, làm giảng viên hợp đồng dạy môn Toán học ứng dụng tại Trường Đại học Bách khoa, Đại học Quốc gia Thành phố Hồ Chí Minh. Ông cũng viết blog dưới bút hiệu Phan Kiến Quốc kêu gọi chính quyền thực thi dân chủ và phản đối việc giao cho nhà thầu Trung Quốc khai thác mỏ Bauxite ở Tây Nguyên.
Ông bị Cơ quan An ninh điều tra Thành phố Hồ Chí Minh bắt giam để điều tra ngày 13.8.2010, Ngày 10.8.2011, Tòa án Nhân dân Thành phố Hồ Chí Minh đã đưa ông ra xét xử sơ thẩm về tội "hoạt động nhằm lật đổ chính quyền nhân dân" theo khoản 2 Điều 79 Bộ luật Hình sự, và đã tuyên phạt ông 3 năm tù giam
Nhiều tổ chức quốc tế đã phản đối vụ xét xử này và kêu gọi chính phủ Việt Nam trả tự do cho ông, như Ủy ban bảo vệ các nhà báo, tổ chức Front Line Defenders, tổ chức Phóng viên không biên giới, cùng các chính phủ Hoa Kỳ, Pháp, Liên minh châu Âu.
Ông đã kháng án. Ngày 29.11.2011 Tòa phúc thẩm Tòa án Nhân dân Tối cao tại Thành phố Hồ Chí Minh đã tuyên bố chấp nhận kháng cáo của ông, giảm án cho ông từ 3 năm tù xuống còn 17 tháng tù về tội "hoạt động nhằm lật đổ chính quyền nhân dân".
Ngày 13.1.2012, ông đã được trả tự do, sau 17 tháng ở tù
Tháng 3/2016, ông Hoàng bị câu lưu tại TP Hồ Chí Minh do tổ chức lớp học về lịch sử các cuộc đấu tranh ở Việt Nam và về Hiến pháp.
Ngày 1/6/2017, Tổng lãnh sự quán Pháp tại TP Hồ Chí Minh thông báo cho ông, Chủ tịch nước Trần Đại Quang đã ký văn bản tước quốc tịch Việt Nam đối với ông vào hôm 17/5. Ngày 23 tháng 6, ông Hoàng đã bị công an Việt Nam tới nhà bắt đi và bị trục xuất ngay đêm hôm sau.
Sau khi bị trục xuất khỏi Việt Nam, ông trở lại Paris, Pháp và vẫn tiếp tục hoạt động với Đảng Việt Tân. Ngày 12 tháng 11 năm 2020, ông cùng các bạn thân hữu Việt Tân lập kênh Youtube Khoa Học và Chúng Ta, 1 kênh Youtube chuyên chia sẻ kiến thức khoa học ứng dụng.

## Vấn đề bị tước quốc tịch
Ngày 1/6/2017, Tổng lãnh sự quán Pháp tại TP Hồ Chí Minh thông báo cho ông, Chủ tịch nước Trần Đại Quang đã ký văn bản tước quốc tịch đối với ông vào hôm 17/5. Ông Hoàng cho là ý định tước quốc tịch có mục đích là để trục xuất ông.
Tại cuộc họp báo thường kỳ của Bộ Bộ Ngoại giao Việt Nam hôm 15/6/2017, người phát ngôn Lê Thị Thu Hằng cũng nói ông Hoàng đã 'phạm pháp' và xâm phạm an ninh quốc gia của Việt Nam, việc tước quốc tịch Việt Nam đối với nhà giáo Phạm Minh Hoàng, là 'đúng pháp luật'. Theo ông Hoàng, một văn bản tước quốc tịch được Chủ tịch nước của Việt Nam, ông Trần Đại Quang ký, đã không nêu rõ ông vi phạm vào điều khoản nào trong luật Quốc tịch và đây cũng là lý do ông đã gửi khiếu nại cách đây năm hôm tới lãnh đạo nhà nước với sự trợ giúp của các luật sư.
Ngày 23 tháng 6, ông Hoàng đã bị công an Việt Nam tới nhà bắt đi để trục xuất. Cuộc trục xuất xảy ra ngay trong đêm 24/6, trên chuyến bay hành trình từ TP Hồ Chí Minh đến Paris của Vietnam Airlines. Trong số những người ra đón ông Hoàng tại sân bay ở Paris có ông Đặng Xuân Diệu, cựu tù nhân lương tâm, người bị Việt Nam "cho đi chữa bệnh" hồi tháng 1/2017.

### Căn cứ pháp lý
Theo quy định tại Điều 31 của Luật quốc tịch, hai nhóm chủ thể sau đây có thể bị tước quốc tịch:
“1. Công dân Việt Nam cư trú ở nước ngoài có thể bị tước quốc tịch Việt Nam, nếu có hành vi gây phương hại nghiêm trọng đến nền độc lập dân tộc, đến sự nghiệp xây dựng và bảo vệ Tổ quốc Việt Nam hoặc đến uy tín của nước Cộng hoà xã hội chủ nghĩa Việt Nam.
2. Người đã nhập quốc tịch Việt Nam theo quy định tại Điều 19 của Luật này dù cư trú ở trong hoặc ngoài lãnh thổ Việt Nam cũng có thể bị tước quốc tịch Việt Nam, nếu có hành vi quy định tại khoản 1 Điều này.”
Theo luật sư Lê Công Định thì "Trên thực tế, anh Phạm Minh Hoàng chưa từng xin nhập tịch Việt Nam theo Điều 19 của Luật quốc tịch, trái lại anh chỉ xin hồi hương và được nhà nước Việt Nam chính thức xác nhận rằng anh vẫn giữ (chứ không phải được nhập) quốc tịch Việt Nam." Cho nên ông Hoàng không thuộc vào 2 nhóm nêu trên.

## Gia đình
Phạm Minh Hoàng kết hôn với Lê Thị Kiều Oanh, họ có một con gái. Bà cũng là người lên tiếng bảo vệ chồng khi chính quyền Việt Nam ập tới đòi trục xuất ông.
Phạm Minh Hoàng có một người anh hiện nay là thương binh của chế độ cũ có tỷ lệ thương tật rất nặng.